# Caseggiato di Diana
Il Caseggiato di Diana (I, III, 3-4), o Casa di Diana, è un'insula che si trova nella Regio I della città romana di Ostia.

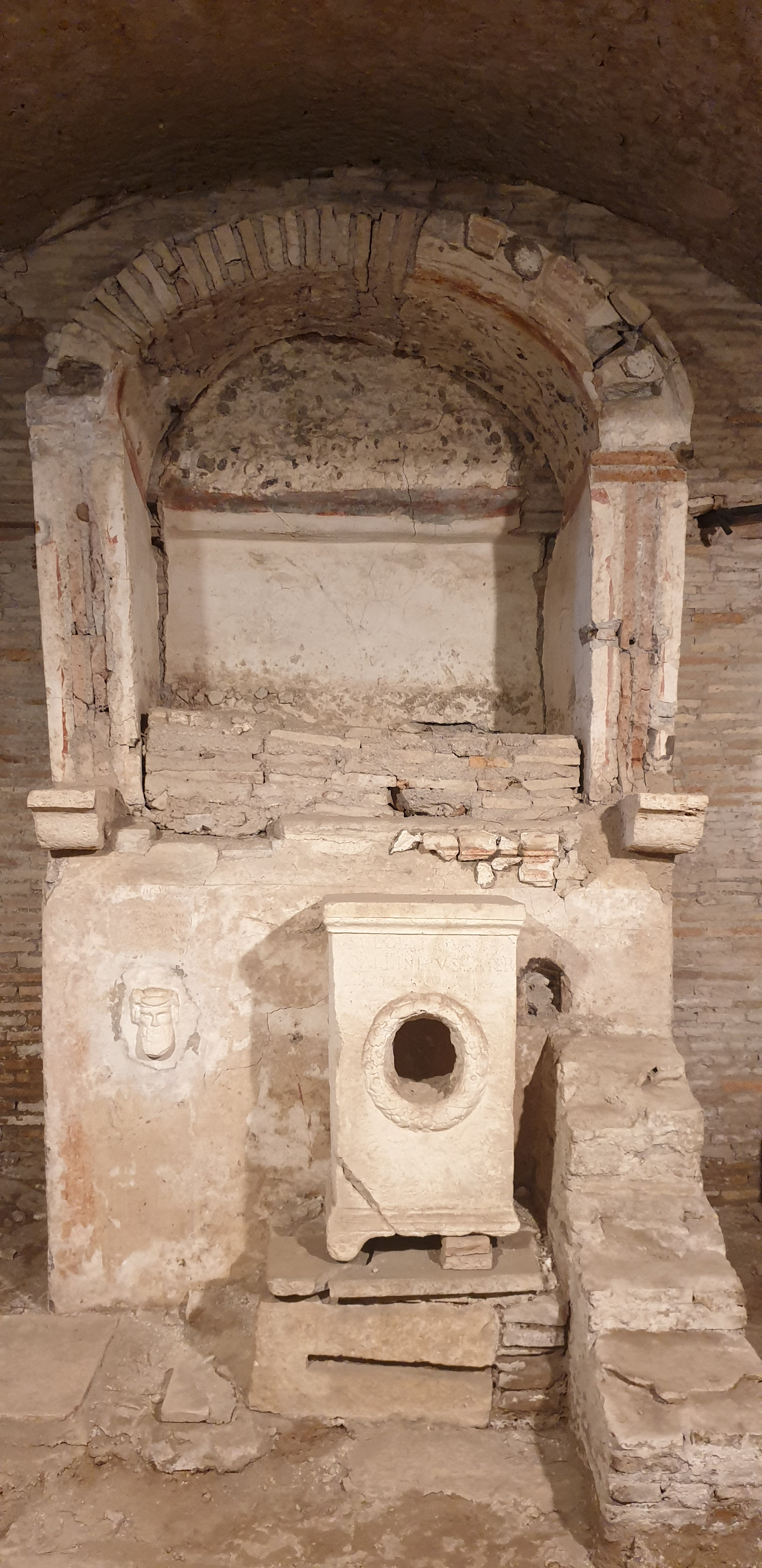
Il mitreo

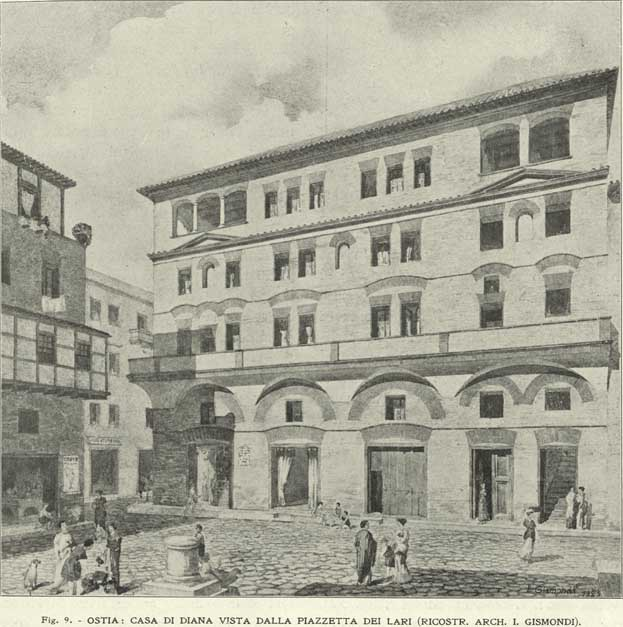
Ricostruzione di Italo Gismondi. Il caseggiato visto dalla piazzetta dei Lari

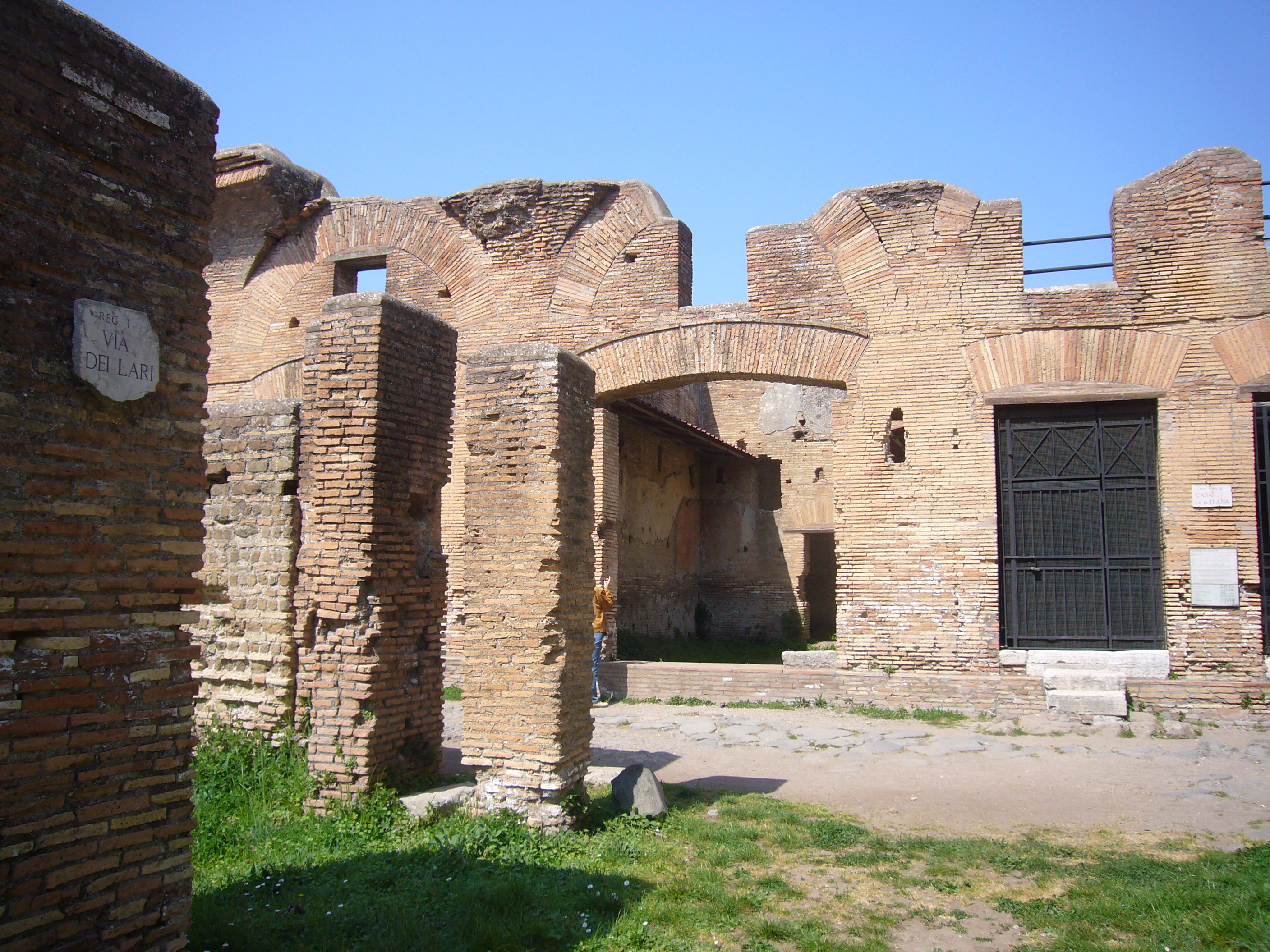
Ingresso su via di Diana, con la taberna sulla sinistra

## Descrizione
Il caseggiato confina a sud con via di Diana, ad ovest con la via dei Balconi, a nord con il Caseggiato del Mitreo di Menandro (I,III,5), ed ad est con il Caseggiato dei Molini (I,III,1). Il mitreo del Caseggiato di Diana, scoperto durante gli scavi degli anni 1914-1915, si trova in due stanze nell'angolo nord-orientale del caseggiato, e risale alla fine del II secondo o all'inizio del III secolo d.C. .
Il caseggiato, che si sviluppa intorno ad un cortile porticato e che aveva più piani, forse cinque, era destinato principalmente ad abitazioni, con le usuali taberne al piano terra lungo le vie; via dei Balconi ad ovest, via di Diana a sud e via dei Molini ad est.
L'edificio, che risale alla prima metà del II secolo d.C., ma che subì importanti rimaneggiamenti nei periodi successivi, fu indagato una prima volta da Guido Calza tra il 1914 e il 1916, e tra il 1994-1997 da Alfredo Marinucci, i cui ritrovamenti fanno ritenere che il caseggiato sia stato costruito su una più antica domus romana.
Le taberne, alcune con resti di affreschi, avevano un mezzanino accessibile da una scala interna, e due di esse, quelle con l'ingresso su via di Diana, erano dotate di retrobottega. 
All'interno, diversi ambienti coperti a volta e con resti di affreschi, si affacciano sui corridoi con arcate intorno ad un cortile interno; le arcate vennero in seguito tamponate, ossia riempite nello spazio tra le colonne, e nel cortile fu realizzata una cisterna coperta, al di sopra della quale è un rilievo in terracotta raffigurante Diana, che da il nome al caseggiato. Il rilievo (0,52 x 0,52, a partire da 2,31 dal pavimento), raffigura la dea mentre sta prendendo una freccia dalla faretra sulla schiena; nella sua mano sinistra c'è un arco e alla sua destra c'è un cane, e alla sua sinistra un cervo. 
Si accede al cortile porticato al piano terra, che conserva parte di un mosaico policromo, attraverso un lungo corridoio su via di Diana, da cui si accede anche ad una piccola latrina; simmetricamente opposti rispetto al cortile, si trovano il tablinio e il triclinio. Nell'angolo nord orientale in epoca fu ricavato un piccolo mitreo.
Sotto il cortile è stata rinvenuta una vasca rivestita in marmo di una fase precedente, con ambienti pavimentati a mosaico. Al piano superiore sono presenti diversi ambienti affrescati, raggiungibili da scale indipendenti dalla via di Diana e dalla via dei Balconi, e da una scala dal cortile. La facciata nord del primo piano verso il cortile presentava nicchie che dovevano essere ornate con piccole sculture. 

## Iscrizioni
Durante gli scavi sono state trovate diverse iscrizioni:
```
in
 
latino
 
M. VLPIVS S OLIMPIANVS (s)CHOLAM PROBABERVNT DEDICAVERVNT M. VLPIVS S ABASCAN(tus) M. VLPIVS S DIV M. VLPIVS EVTY(ches) 

in
 
latino
 
IEIIVS IAV AVRELIVS PORTESIS BAFVIV S FELI X IVLIV S ROMVLVS ONTVVS 

in
 
latino
 
 ...(aurel?)IO... ...(an)TONIN... ...(traia?)NI PARTHIC... 

in
 
latino
 
...ZENODO ...MARTIAL ...FELI ...VS FELI ...FELICIANVS ...IVS ZOTICV ...S SPERATV ...CIVS PRISCIANV ...VS FORTVNATV ...FELICI 

in
 
latino
 
...IANVS ...HELICO ...ASCLEPIADES ...VS CALLIMORPHVS ...NIVS MERCVRIVS ...TITVS ) 
```

### Annotazioni
1. ↑  CIL XIV Supplementum Ostiense, 4369, 4575, 4599, 4581, 4582[1]

### Riferimenti
1. 1 2 3 4 5 6 7 8  (EN) Regio I - Insula III - Caseggiato di Diana (I,III,3-4), su ostia-antica.org. URL consultato il 28 dicembre 2024.
2. 1 2 3   Casa di Diana, su ostiaantica.beniculturali.it. URL consultato il 28 dicembre 2024.
3. ↑   Caseggiato di Diana (I, III, 3-4), corridoio 3, pavimento a commesso di laterizi (Ost-CD1) – Ostia Antica – Roma, su tess.beniculturali.unipd.it. URL consultato il 29 dicembre 2024.